# 苫小牧市立凌雲中学校
苫小牧市立凌雲中学校（とまこまいしりつうんちゅうちゅうがっこう）とは、北海道苫小牧市青雲町2丁目にある公立中学校である。

## 概要
- 1947年（昭和22年）
  - 5月1日 - 苫小牧町立西中学校（後の弥生中学校）錦岡分校として創立[1]
  - 6月4日 - 開校式を行い授業開始[1]
- 1948年（昭和23年）
  - 4月1日 - 市政施行により苫小牧市立西中学校錦岡分校に改称[2]
  - 9月10日 - 独立校舎落成[3]。
- 1949年（昭和24年）4月1日 - 苫小牧市立錦岡中学校として独立[3]。
- 1956年（昭和31年）
  - 10月4日 - 樽前中学校を統合し、凌雲中学校へ改称[4]
- 全校生徒は、217人である。(2024年度)

## 通学区域
出典:
青雲町、宮前町、明徳町、もえぎ町、北星町、錦西町、字錦岡（一部）、字樽前

## 交通
鉄道
- 錦岡駅

バス
- 青雲二丁目、凌雲中学校通、錦岡郵便局前、宮前一丁目、凌雲公園通